# Гуш Эмуним
Гуш Эмуним (ивр. גוש אמונים‎, «Союз верных») — религиозно-политическое поселенческое движение в Израиле, возникшее после Шестидневной войны. В качестве общественно-политической организации существует с начала 1974 года. Его члены интерпретировали учение рабби Аврахама Ицхака Кука таким образом, что создание Государства Израиль считалось ими «началом избавления», а массовое заселение евреями Иудеи и Самарии — продолжением этого процесса. Основное ядро поселенцев составили жители религиозных поселений, ученики рабби Цви Иехуды Кука. Главная цель движения — создание новых поселений на контролируемых Израилем территориях.
Поскольку формального членства в движении никогда не существовало, определить точнее число членов движения в разные периоды его существования не представляется возможным. 
Среди лидеров движения известны Ханан Порат, депутат Кнесета нескольких созывов от различных праворелигиозных партий; раввин Хаим Друкман, один из руководителей Бней Акива; раввин Моше Левингер, один из лидеров еврейских поселенцев в Хевроне; Даниэла Вейс, генеральный секретарь движения с 1984 года. Исторически, многие лидеры Гуш Эмуним входили в Национально-религиозную партию Израиля (МАФДАЛ), но после нескольких расколов последней это положение изменилось, и члены движения входили в различные праворелигиозные партии.
В 1968 группа будущих членов Гуш Эмуним под руководством рабби Моше Левингера основала поселение Кирьят-Арба близ Хеврона. Начиная с конца 1974 связанная с Гуш Эмуним группа Гарин Элон Море многократно пыталась обосноваться в заброшенной железнодорожной станции в Себастии, а также в других пунктах Иудеи и Самарии. В этом их поддержали Ариэль Шарон, Геула Коэн и многие другие политические деятели. В 1974-75 годах было предпринято шесть попыток создать новые поселения в Самарии, но каждый раз ЦАХАЛ по распоряжению премьер-министра Ицхака Рабина разгонял поселенцев.
Последняя попытка основать еврейское поселение в районе Себастии состоялась 30 ноября 1975 года, во время праздника Ханука. На этот раз члены Гуш Эмуним и их сторонники сумели продержаться в этом месте неделю. Правительство требовало их эвакуации. В конце концов, 8 декабря, при посредничестве поэта Хаима Гури, действовавшего от имени министра Исраэля Галили, был достигнут компромисс. В результате, члены Гуш Эмуним перешли на находящуюся рядом военную базу «Кадум», которая впоследствии превратилась в поселение Кдумим. Позднее, по этой же модели, были основаны Бейт-Эль, Шавей Шомрон и другие поселения возле военных баз. Всего к 1981 г. было основано более двадцати поселений, некоторые из них без разрешения правительства. В 1976—1978 гг. была создана организация поселений Иудеи, Самарии и полосы Газы — «Амана».
Активисты Гуш Эмуним считали, что отступление из Синая и разрушение поселений, главным образом Ямита, создают опасный прецедент. Многие сторонники Гуш Эмуним принимали участие в акциях пассивного сопротивления в 1982 году.
В конце 1970-х группа членов Гуш Эмуним создала «Еврейское подполье», которое осуществило ряд террористических актов, в том числе взрывы машин мэров Шхема и Рамаллы (2 июня 1980) и обстрел студентов Исламского университета в Хевроне (26 июля 1983). 27 апреля 1984 года 15 подпольщиков были арестованы.
Члены Гуш Эмуним выступили решительными противниками соглашений Осло. Активисты Гуш Эмуним составили основу движений Зо Арцейну и Неэманей Эрец Исраэль.